# Combretum vernicosum
Combretum vernicosum är en tvåhjärtbladig växtart som beskrevs av Henry Hurd Rusby. Combretum vernicosum ingår i släktet Combretum och familjen Combretaceae. Inga underarter finns listade i Catalogue of Life.